# Hrvatski Nogometni Klub Gorica 2020-2021
Questa voce raccoglie le informazioni riguardanti il Hrvatski Nogometni Klub Gorica nelle competizioni ufficiali della stagione 2020-2021.

## Stagione
Il Gorica sfiorò la qualificazione alle coppe europee mantenendo la terza posizione per gran parte del campionato ma, a causa di un calo nel finale, venne sorpassata proprio all'ultima giornata da Rijeka e Hajduk Spalato chiudendo in quinta posizione a un solo punto dalla qualificazione in Conference League. In Coppa di Croazia fu eliminata in semifinale dalla Dinamo Zagabria.

## Rosa
| N. |                                 | Ruolo | Calciatore                      |
| -- | ------------------------------- | ----- | ------------------------------- |
| 2  | Nigeria (bandiera)              | D     | Musa Muhammed                   |
| 3  | Bosnia ed Erzegovina (bandiera) | D     | Aleksandar Jovičić              |
| 4  | Paesi Bassi (bandiera)          | D     | Matthew Steenvoorden            |
| 6  | Ghana (bandiera)                | D     | Nasiru Moro                     |
| 7  | Iraq (bandiera)                 | C     | Jiloan Hamad                    |
| 8  | Paesi Bassi (bandiera)          | C     | Joey Suk                        |
| 9  | Serbia (bandiera)               | A     | Ognjen Mudrinski                |
| 10 | Croazia (bandiera)              | C     | Matija Dvorneković              |
| 11 | Croazia (bandiera)              | A     | Dario Špikić                    |
| 12 | Croazia (bandiera)              | P     | Ivan Ševerdija                  |
| 14 | Croazia (bandiera)              | C     | Josip Mitrović                  |
| 17 | Albania (bandiera)              | D     | Albi Doka                       |
| 18 | Gabon (bandiera)                | C     | Serge-Junior Martinsson Ngouali |
| 20 | Croazia (bandiera)              | C     | Hrvoje Babec                    |

| N. |                      | Ruolo | Calciatore         |
| -- | -------------------- | ----- | ------------------ |
| 23 | Australia (bandiera) | C     | Anthony Kalik      |
| 25 | Croazia (bandiera)   | D     | Krešimir Krizmanić |
| 29 | Croazia (bandiera)   | A     | Josip Ivan Zorica  |
| 30 | Croazia (bandiera)   | P     | Patrick Crnolatec  |
| 31 | Croazia (bandiera)   | P     | Ivan Banić         |
| 32 | Croazia (bandiera)   | C     | Tin Zavalić        |
| 33 | Mali (bandiera)      | D     | Cheick Keita       |
| 44 | Croazia (bandiera)   | A     | Kristijan Lovrić   |
| 45 | Liberia (bandiera)   | A     | Sylvanus Nimely    |
| 50 | Croazia (bandiera)   | P     | Leon Išek          |
| 79 | Iran (bandiera)      | A     | Younes Delfi       |
| 88 | Croazia (bandiera)   | C     | Jurica Pršir       |
| 98 | Senegal (bandiera)   | A     | Matar Dieye        |

## Risultati

### Prva HNL
| Arbitro: | Duje Strukan |

|             |           |                                                         |
| Đurasek 63’ | Marcatori | 39’ Špikić 81’, 90+4’ Mudrinski 90’ Doka 90+1’ Čanađija |

| Arbitro: | Marin Vidulin |

|               |           |                      |
| Glavčić 45+1’ | Marcatori | 86’, 90+3’ Mudrinski |

| Arbitro: | Ivan Vučković |

|                                   |           |                      |
| Mudrinski 3’ Lovrić 65’ Babec 75’ | Marcatori | 87’ Rak 90+3’ Anočić |

| Arbitro: | Dario Kulušić |

|             |           |                 |
| Karačić 89’ | Marcatori | 32’, 85’ Lovrić |

| Arbitro: | Dario Bel |

|                      |           |                          |
| Špikić 29’ Delfi 89’ | Marcatori | 11’ Vuk 76’ (rig.) Gržan |

| Arbitro: | Marin Vidulin |

|                                 |           |            |
| Miérez 45+2’ (rig.) Grgić 90+7’ | Marcatori | 84’ Lovrić |

| Arbitro: | Damir Batinić |

|                             |           |                   |
| Lovrić 62’ (rig.) Hamad 78’ | Marcatori | 45’ (rig.) Caktaš |

| Arbitro: | Ivan Bebek |

|                          |           |                         |
| Gavranović 32’, 36’, 66’ | Marcatori | 46’ Mudrinski 50’ Hamad |

| Arbitro: | Dario Bel |

|          |           |                                  |
| Ampem 7’ | Marcatori | 62’ Čabraja 82’ Suk 90+3’ Lovrić |

| Arbitro: | Dario Kulušić |

|                   |           |  |
| Lovrić 20’ (rig.) | Marcatori |  |

| Arbitro: | Zdenko Lovrić |

|                   |           |          |
| Lovrić 13’ (rig.) | Marcatori | 50’ Tuci |

| Arbitro: | Ivan Bebek |

|  |           |           |
|  | Marcatori | 54’ Soldo |

| Arbitro: | Fran Jović |

|                                       |           |            |
| Dieye 13’ Kalik 54’, 65’ Mitrović 77’ | Marcatori | 49’ Miérez |

| Arbitro: | Ivan Bebek |

|                              |           |                                                 |
| Atanasov 24’ Diamantakos 63’ | Marcatori | 6’ Dieye 54’ (rig.), 76’ (rig.) Lovrić 89’ Moro |

| Arbitro: | Ivan Vučković |

|         |           |             |
| Vuk 57’ | Marcatori | 68’ Jovičić |

| Arbitro: | Mario Zebec |

|                                 |           |                                                                      |
| Dieye 11’ Lovrić 43’ Špikić 61’ | Marcatori | 34’ Ivanušec 41’ Oršić 89’ (rig.) Petković 90+5’ Théophile-Catherine |

| Arbitro: | Fran Jović |

|  |           |                                    |
|  | Marcatori | 27’ (aut.) Andrijašević 44’ Lovrić |

| Arbitro: | Damir Batinić |

|                       |           |            |
| Obregón 76’ Boban 90’ | Marcatori | 21’ Lovrić |

| Arbitro: | Duje Strukan |

|  |           |            |
|  | Marcatori | 59’ Lovrić |

| Arbitro: | Damir Batinić |

|           |           |  |
| Babec 71’ | Marcatori |  |

| Velika Gorica 17 febbraio 2021, ore 17:00 CET (UTC+1) 9ª giornata | HNK Gorica    | 0 – 0 referto | Rijeka | Stadion Radnik (0 spett.)\| Arbitro: \| Tihomir Pejin \| |
| Arbitro:                                                          | Tihomir Pejin |               |        |                                                          |

| Arbitro: | Dario Bel |

|  |           |                                               |
|  | Marcatori | 10’ Steenvoorden 74’ Matar Dieye 83’ Mitrović |

| Arbitro: | Zdenko Lovrić |

|                          |           |           |
| Lovrić 50’ Mudrinski 73’ | Marcatori | 25’ Bandé |

| Arbitro: | Ivan Bebek |

|                  |           |           |
| Bohar 88’ (rig.) | Marcatori | 55’ Dieye |

| Arbitro: | Fran Jović (Zagabria) |

|                   |           |              |
| Mujakić 6’ (aut.) | Marcatori | 45’ Atanasov |

| Arbitro: | Dario Kulušić |

|              |           |  |
| Petković 47’ | Marcatori |  |

| Arbitro: | Duje Strukan |

|                                               |           |                                                       |
| Mitrović 73’ Mudrinski 83’ Galović 85’ (aut.) | Marcatori | 10’ Andrijašević 13’ Drmić 50’ Murić 64’ Gnezda Čerin |

| Velika Gorica 10 aprile 2021, ore 17:00 CEST (UTC+2) 28ª giornata | HNK Gorica    | 0 – 0 referto | Varaždin | Stadion Radnik (0 spett.)\| Arbitro: \| Zdenko Lovrić \| |
| Arbitro:                                                          | Zdenko Lovrić |               |          |                                                          |

| Arbitro: | Marin Vidulin |

|  |           |           |
|  | Marcatori | 38’ Knöll |

| Arbitro: | Fran Jović |

|            |           |           |
| Sahiti 40’ | Marcatori | 88’ Delfi |

| Arbitro: | Damir Batinić |

|                                        |           |                                |
| Hamad 5’ Mudrinski 28’ Špikić 53’, 74’ | Marcatori | 19’ (rig.), 57’ (rig.) Pivarić |

| Arbitro: | Duje Strukan |

|  |           |                           |
|  | Marcatori | 42’ Špikić 90+4’ Mitrović |

| Arbitro: | Ivan Bebek |

|             |           |  |
| Jovičić 49’ | Marcatori |  |

| Arbitro: | Tihomir Pejin |

|                                                        |           |  |
| Vušković 14’ Kačaniklić 16’ Livaja 23’ (rig.) Biuk 39’ | Marcatori |  |

| Arbitro: | Dario Bel |

|  |           |                           |
|  | Marcatori | 3’, 36’, 90+3’ Gavranović |

| Arbitro: | Dario Bel |

|                             |           |           |
| Andrijašević 10’ Menalo 79’ | Marcatori | 19’ Babec |

Fonte: Federazione calcistica della Croazia

### Coppa di Croazia
| Arbitro: | Marko Cestarić |

|            |           |  |
| Spudić 28’ | Marcatori |  |

| Arbitro: | Ivana Martinčić |

|                                       |           |                                             |
| Majić 17’ Kožić 35’ Geljić 59’ (rig.) | Marcatori | 3’ Hamad 4’, 28’ Mitrović 22’ (aut.) Sabljo |

| Arbitro: | Ivan Bebek |

|                                   |           |           |
| Mitrović 30’ Lovrić 72’ Dieye 77’ | Marcatori | 50’ Aliyu |

| Arbitro: | Dario Bel (Osijek) |

|                            |           |  |
| Lovrić 10’, 82’ Nimely 87’ | Marcatori |  |

| Arbitro: | Mario Zebec |

|                                            |           |           |
| Mišić 47’ Jakić 100’ Majer 110’ Ademi 119’ | Marcatori | 3’ Špikić |

Fonte: Federazione calcistica della Croazia